# Dharamsala
Dharamsala (lub też Dharamśala, hindi: धर्मशाला) – miasto w północnych Indiach w stanie Himachal Pradesh, w zachodnich Himalajach.
Populacja miasta w 2015 roku wynosiła 62,596 mieszkańców. Jest to również zimowa stolica prowincji. Służy jako siedziba siedziby administracyjnej dystryktu Kangra po przeniesieniu ich z Kangra, miasta położonego 18 kilometrów od Dharamsali, w 1855 roku.
W pobliżu Dharamsali, w McLeod Ganj, położony jest główny ośrodek tybetańskiej emigracji w Indiach, nazywany niekiedy "Małą Lhasą", który od 1960 roku jest miejscem zamieszkania XIV Dalajlamy i siedzibą Tybetańskiego Rządu na Uchodźstwie.

## Demografia
Według spisu powszechnego w Indiach z 2001 r. Dharamszala liczyła 30 764 mieszkańców. Według stanu na 2015 r. ma 62 596 mieszkańców, ze względu na wzrost to że, jego powierzchnia wzrosła, gdy stała się korporacją komunalną. Mężczyźni stanowią 55% populacji, a kobiety 45%. Dharamsala ma średni wskaźnik alfabetyzmu wynoszący 87%, wyższy niż średnia krajowa wynosząca 74,04%: alfabetyzm mężczyzn wynosi 90%, a alfabetyzm kobiet 83%. W Dharamsali tylko 9% populacji ma mniej niż 6 lat.
Według spisu powszechnego  Indii z i Municipal Corporation 2015 w Dharamsala:
- Liczba gospodarstw domowych – 10 992
- Średnia wielkość gospodarstwa domowego (na gospodarstwo domowe) – 4,0
- Populacja ogółem – 62 596
- Proporcja ludności miejskiej (%) – 100
- Stosunek płci – 941
- Populacja (0–6 lat) – 1819
- Stosunek płci (SC) – 861
- Wskaźnik alfabetyzacji (%) – 87,0

Języki, którymi najczęściej posługują się mieszkańcy Dharamsali to hindi, angielski, tybetański, nepalski i pahari.

## Galeria

Dharamsala
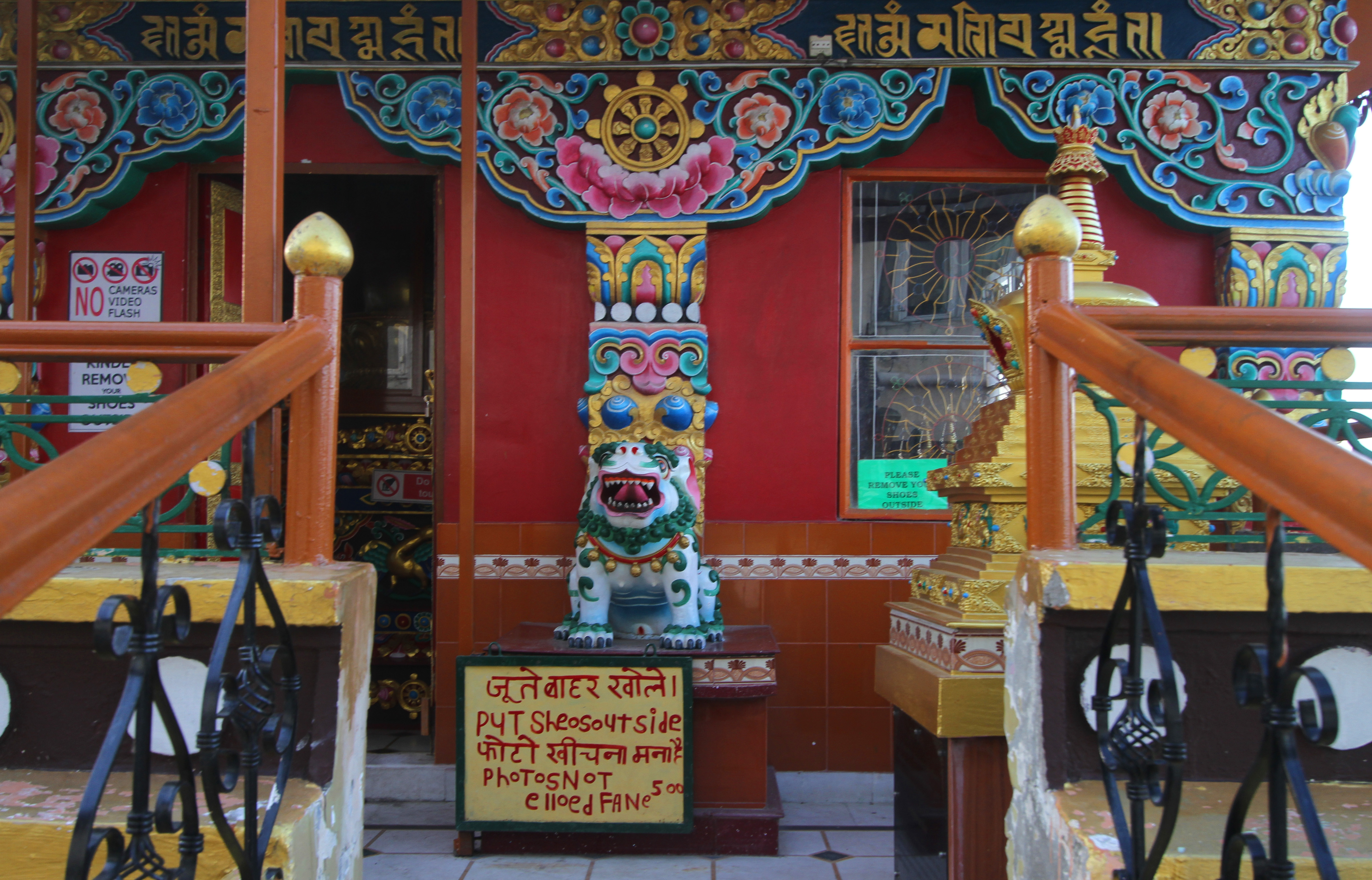
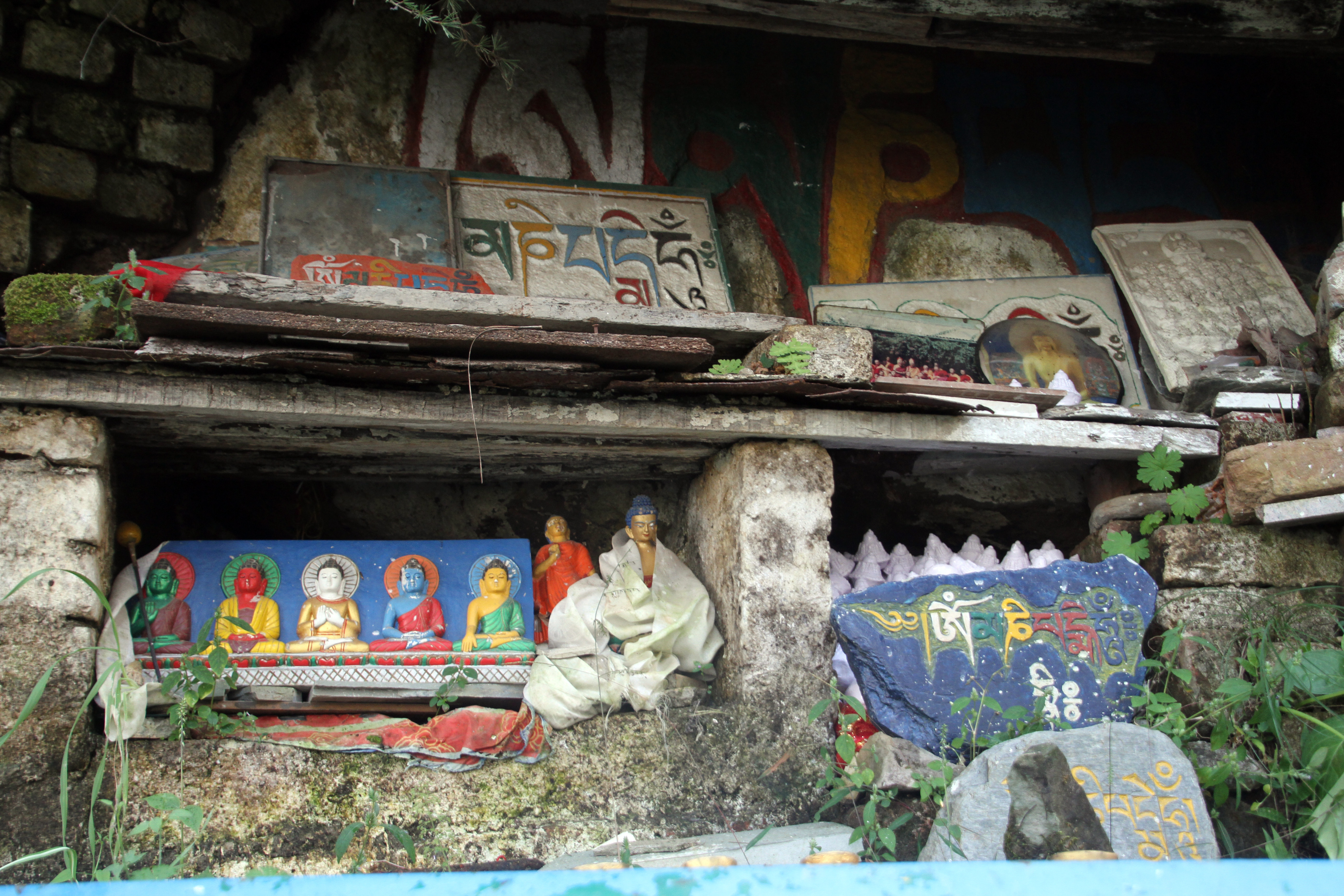
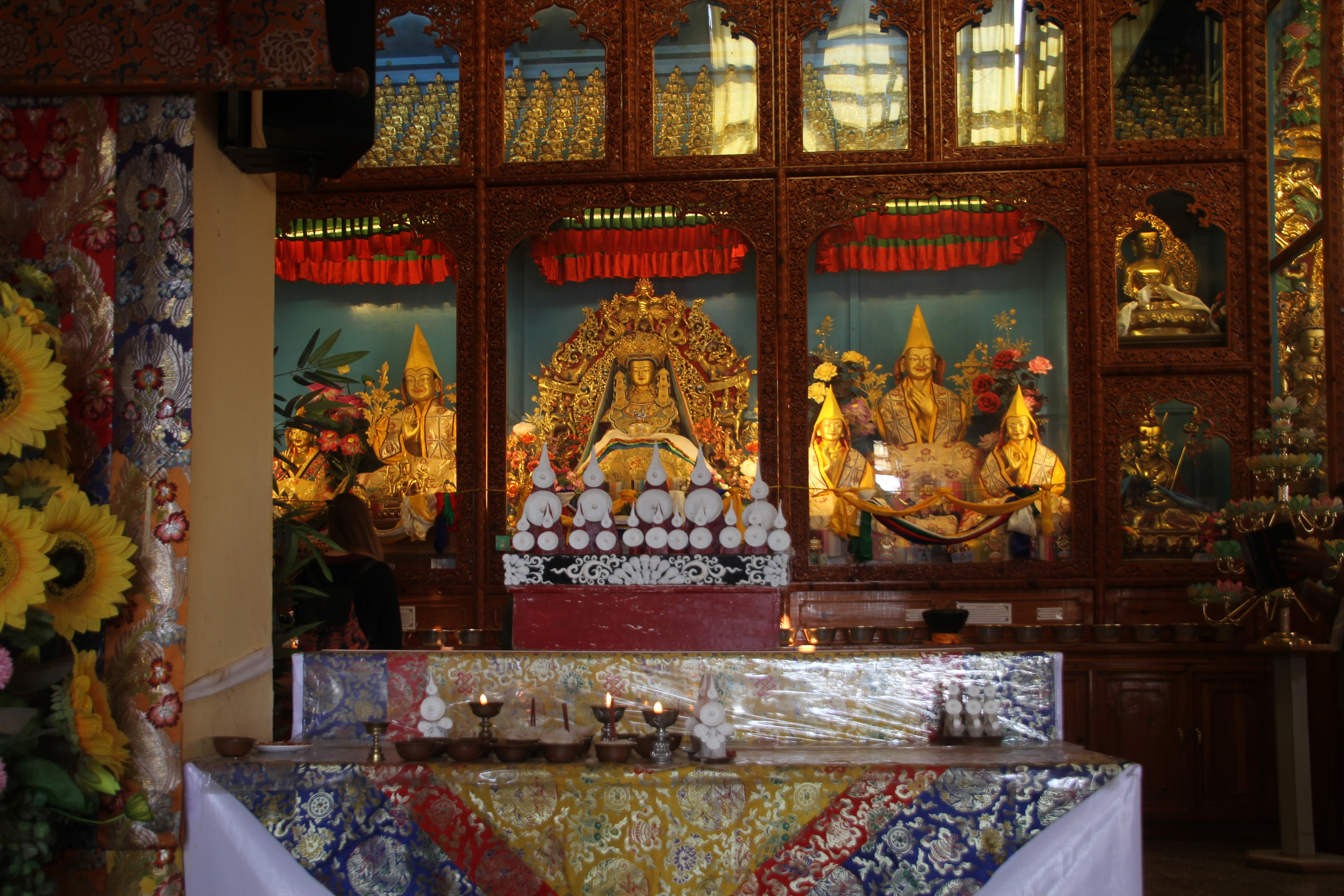
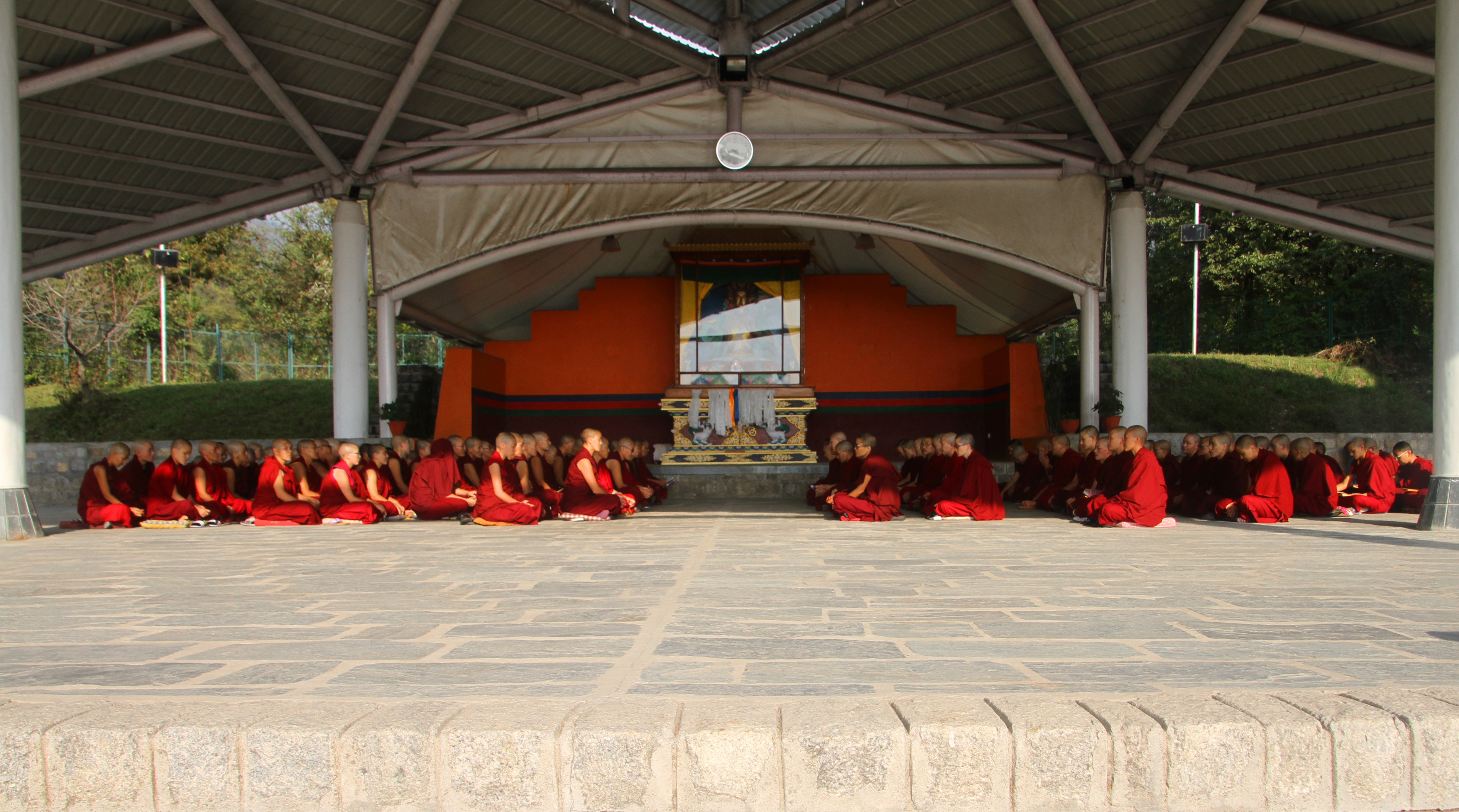
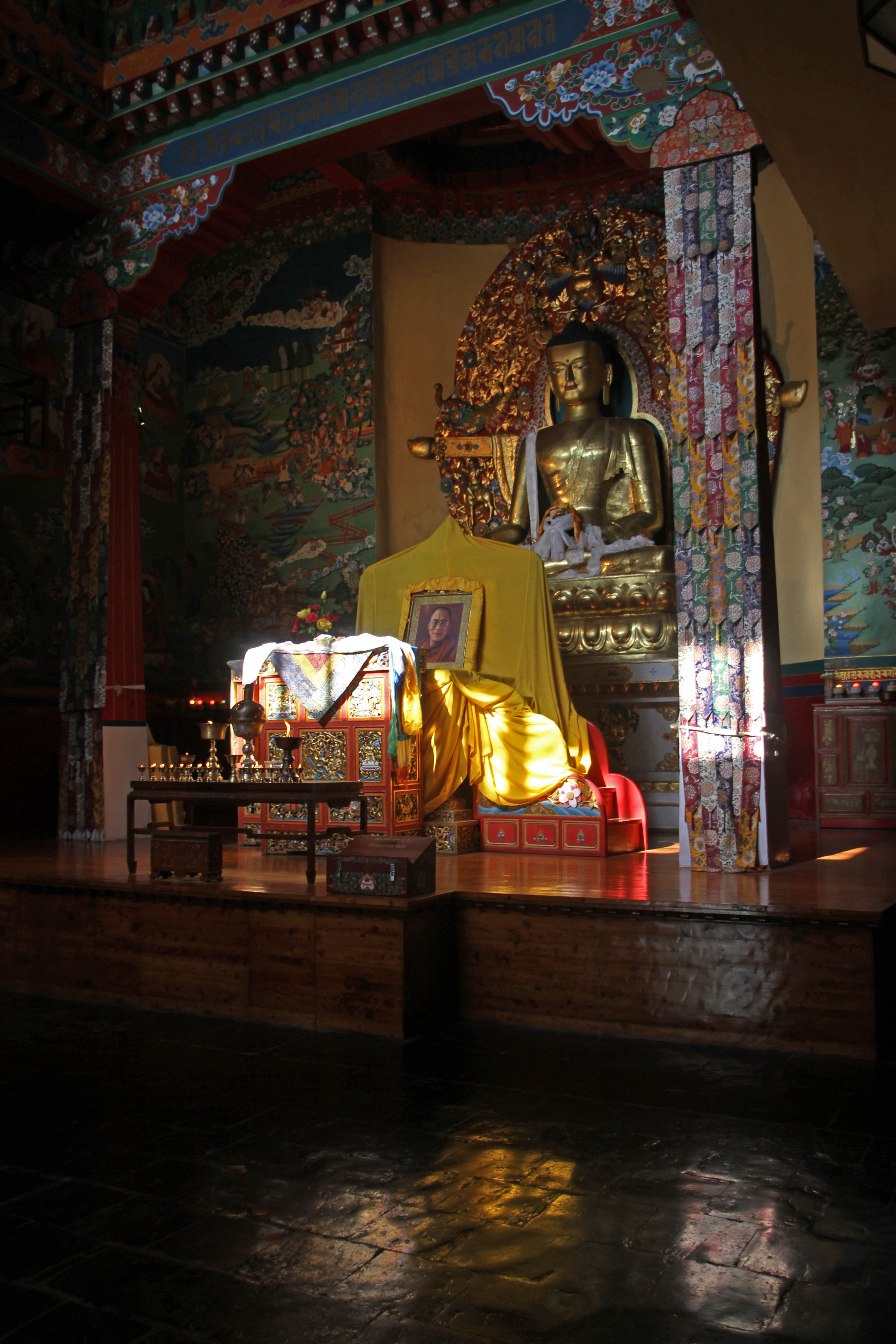
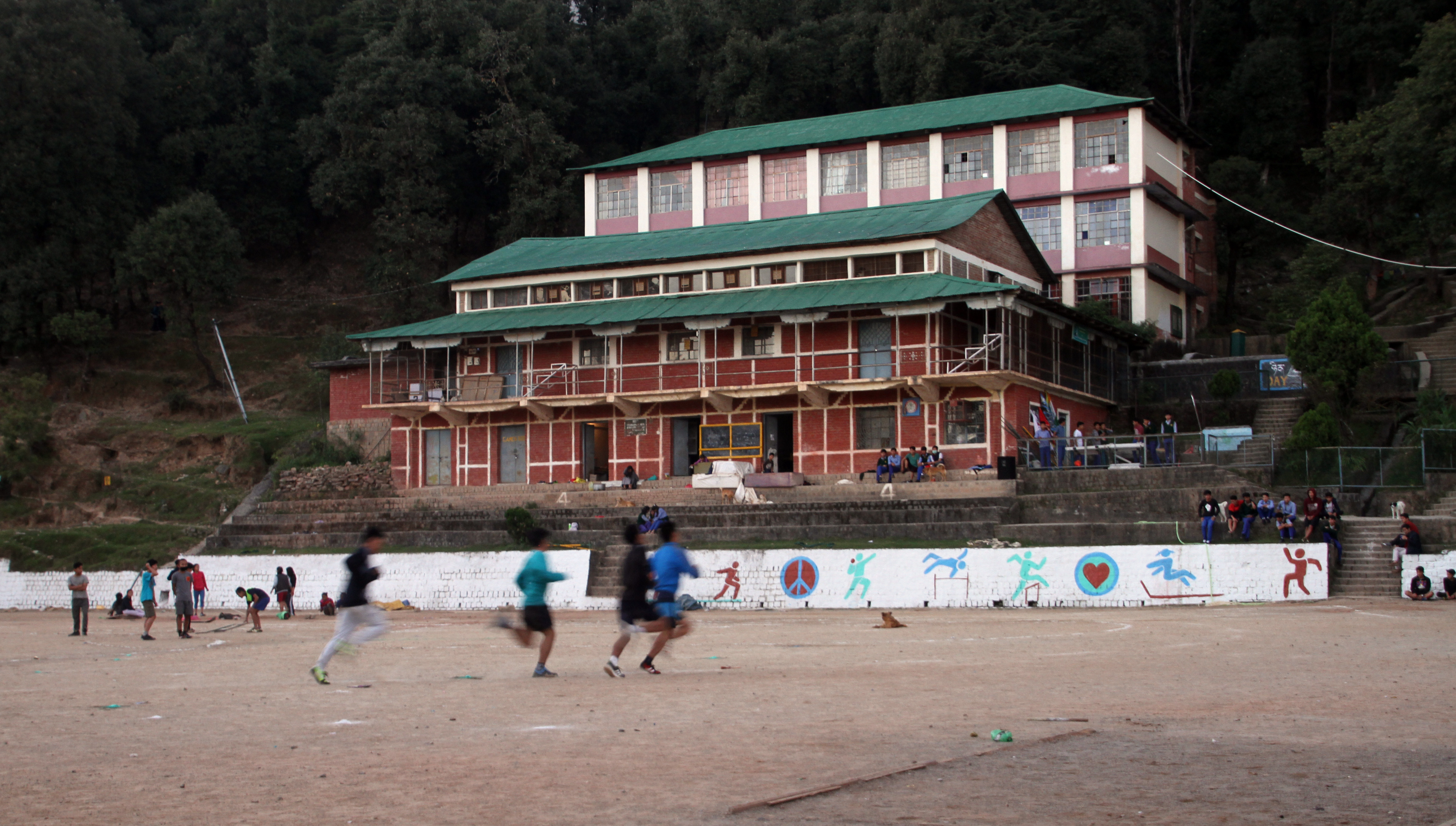
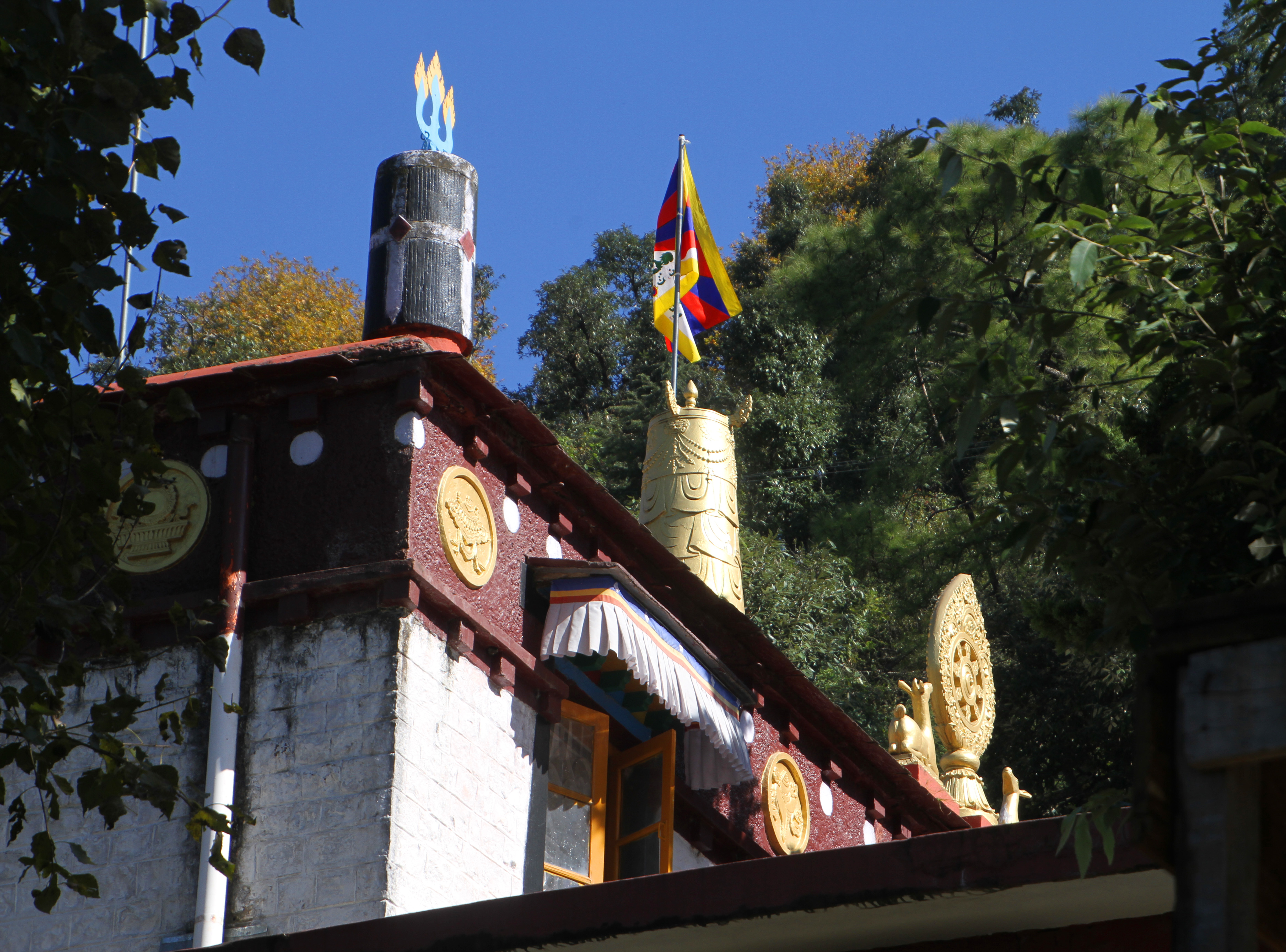
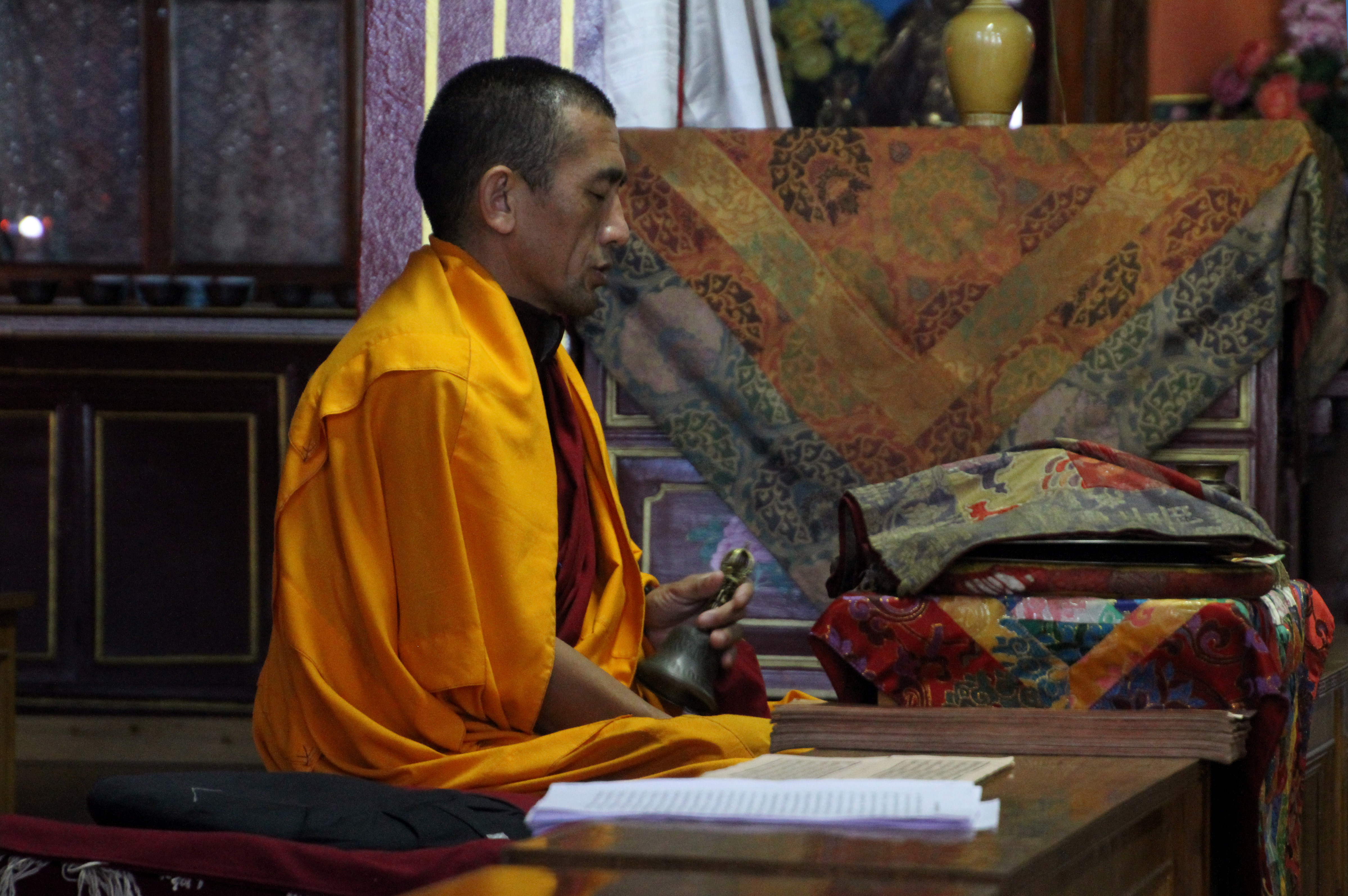